# Cala sa Tortuga

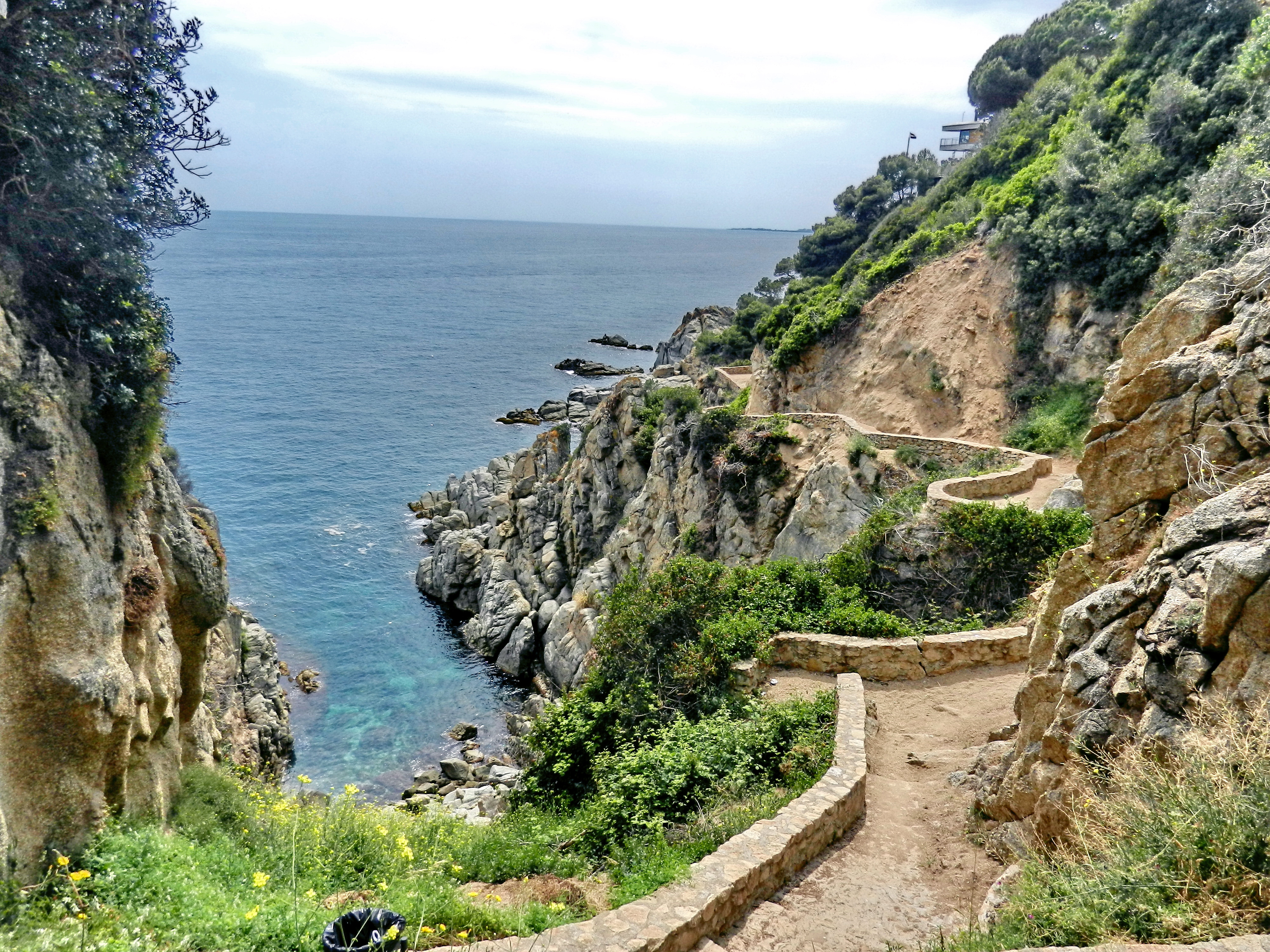
Camí de ronda cap a la cala sa Tortuga

La cala sa Tortuga, o cala Tortuga, és una petita cala rocosa del municipi de Lloret de Mar (Selva), situada a la urbanització homònima, entre la caleta d'en Trons i la cala Gran. Orientada al sud, té una longitud de 95 m i una amplada de 15 m, formada per còdols i roques de color grisós. Davant de la cala hi ha l'illot sa Tortuga. No disposa de cap servei. S'hi accedeix pel camí de ronda, de difícil accés, a una hora caminant des del nucli de Lloret de Mar, o en vehicle fins a la urbanització, i baixant per unes escales, un túnel i més escales, en desús. És una cala solitària, exposada a l'escullera.